# Teatro Junín (Caracas)
El Teatro Junín es un teatro de propiedad pública ubicado en la parte central de la ciudad de Caracas, específicamente en las cercanías de la Plaza O'Leary del Municipio Libertador al oeste del distrito metropolitano de Caracas, al norte de Venezuela.

## Historia
Inaugurado el 21 de julio de 1950 en el Gobierno militar de Carlos Delgado Chalbaud como parte de la renovación urbana de El Silencio, es producto de un diseño del arquitecto estadounidense John Eberson, siendo usado también como sala de cine.  La construcción fue realizada por la firma Velutini & Bergamín C.A. Tiene un aforo de 714 butacas para la localidad del patio y 504 butacas para el balcón.
El 30 de abril de 2013 fue reinaugurado oficialmente por autoridades locales y nacionales. Las obras de remodelación se iniciaron en 2012, luego de que el teatro hubo sido declarado patrimonio cultural en el año 2010. El nombre Junín hace referencia a la batalla del mismo nombre.